# Ciclón (Marvel Comics)
Ciclón es el alias de una serie de personajes ficticios que aparecen en los cómics estadounidenses publicados por Marvel Comics.
Una criatura basada en "Ciclón" apareció en la película de Marvel Cinematic Universe de 2019, Spider-Man: lejos de casa, que en realidad era una ilusión creada por una serie de drones operados por Mysterio.

## Historial de publicación
El Ciclón original apareció por primera vez en The Amazing Spider-Man # 143 y fue creado por Gerry Conway y Ross Andru.
El segundo Ciclón apareció por primera vez en Marvel Comics Presents # 47 y fue creado por Sholly Fisch, Mark Bagley y Don Hudson.
El tercer Ciclón apareció por primera vez en Thunderbolts # 3 y fue creado por Kurt Busiek, Mark Bagley y Vince Russell.

## Biografía del personaje ficticio

### André Gerard
André Gerard nació en Lyon, Francia. Anteriormente, un ingeniero francés que trabajaba para la OTAN, Gerard tuvo una pelea con sus ex empleados, supuestamente relacionados con las decisiones políticas sobre la implementación de su investigación, basado en el desarrollo de un arma que genera vientos similares a tornados de alta velocidad. Ciclón tomó su invento y lo usó para sus propios fines criminales, desarrollando su traje y otras armas. Al igual que muchos autores intelectuales criminales en los cómics de Spider-Man, decidió formar una pandilla y capturar a J. Jonah Jameson, el propietario del Daily Bugle, y como muchos otros autores intelectuales que siguen este plan, fue derrotado por Spider-Man. También secuestró a Joseph "Robbie" Robertson, pero fue nuevamente derrotado por Spider-Man.
Posteriormente fue sacado de la prisión por el Merodeador Enmascarado y empleado por la Familia Nefaria de Maggia como ejecutor. Ciclón fue enviado para matar a Spider-Man y Caballero Luna, pero fue derrotado por Caballero Luna. Lo estaba haciendo relativamente bien para sí mismo, a pesar de sus derrotas en manos de Spider-Man. Preocupado por la muerte de varios villanos disfrazados por el vigilante Scourge de la organización, Ciclón asistió a una reunión en el "Bar sin nombre" en el condado de Medinah, Ohio, para tratar con el Scourge y fue asesinado a tiros por un agente de Scourge haciéndose pasar por el cantinero.
El ADN de Gerard fue utilizado más tarde por Arnim Zola para crear un prototipo de cáscara. Este proto-cáscara atacó y fue asesinado por Deadpool.
André Gerard aparentemente regresó de la muerte en la miniserie de Capitán Marvel 2007-08, pero se revela que esto es realmente un impostor Skrull. Fue asesinado por el Capitán Marvel (que en realidad era un agente durmiente de Skrull) con sus restos diezmados en un poderoso ataque.
Ciclón fue una de las dieciocho víctimas de Scourge que fue resucitado por Capucha usando el poder de Dormammu como parte de un escuadrón reunido para eliminar a Punisher. Después de capturar al Punisher, él está presente en el ritual donde la Campana intenta resucitar a la familia del Punisher. Capucha le da al Punisher un cuchillo para sacrificar a G. W. Bridge, pero el Punisher usa el cuchillo para cortar la garganta de Ciclón.

### Gregory Stevens
El segundo Ciclón apareció en Marvel Comics Presents # 97/4 (diciembre de 1992). Gregory Stevens adquirió el traje de ciclón. En el "Bar sin nombre", Ciclón participó en una pelea en un bar iniciada por el Hombre Imposible que se hace pasar por el As de espadas en un juego de póquer.
Más tarde asistió a varios agentes de Justin Hammer (formado por Afterburner, Escarabajo, Blacklash, un substituto Ventisca, Boomerang y Spymaster) en el ataque a Silver Sable y su Grupo Salvaje. Ciclón usó sus guantes que producían ciclones para arrojar escombros al grupo de Silver Sable. Ciclón y Escarabajo se retiraron cuando Larry Arnold comenzó a dispararles.
Sin decir una palabra en todas sus apariciones, se informó que Stevens murió en un accidente de esquí.

### Pierre Fresson
Pierre Fresson era miembro de una familia criminal europea a la que se le entregó el traje de ciclón recreado. No deseando servir a la familia criminal europea por más tiempo, robó el traje y huyó. Ahora independiente, operaba como agente de Justin Hammer, antes de ser reclutado en la primera encarnación de Justine Hammer, Maestros del Mal. Como parte de Maestros del Mal, Ciclón luchó contra los Thunderbolts y otros héroes variados. Fresson también representó a las familias europeas cuando Segador convocó a una reunión de jefes de Maggia.
Más tarde, intentó robar la voluntad de Justin Hammer, antes de ser derrotado por los Thunderbolts nuevamente. Después de que se reveló que Justin Hammer había colocado bombas de tiempo en sus antiguos agentes, a Ciclón se le dio la opción de trabajar con los Thunderbolts para librarse de la amenaza. Al principio, Fresson intentó huir, pero se rindió rápidamente y se unió a los Thunderbolts. Al encontrarse con Silver Sable como su predecesor, Fresson ayudaría a los Thunderbolts a liberar a los antiguos agentes de su bomba biológica de Justin Hammer. También estaba con los Thunderbolts cuando atacaron al omnipotente Thanos después de que Thanos había recibido el poder del Corazón del Infinito. Ciclón lucharía contra los Agentes de Élite de S.H.I.E.L.D. antes de que Hawkeye le diera la opción de seguir siendo un Thunderbolt o de ser liberado. Al elegir lo último, Ciclón se dejó caer con una flecha eléctrica y se entregó a S.H.I.E.L.D. porque ya no era un Thunderbolt y, por lo tanto, un criminal.
Durante la historia de la "Guerra Civil", alguien que se parece a un ciclón apareció en el ejército de villanos de Hammerhead cuando S.H.I.E.L.D. atacó su cuartel general.
Boomerang y Búho contratan a Ciclón en los 16 Siniestros, reunidos para distraer a las fuerzas de Camaleón mientras Boomerang le roba. Cuando llegó la policía, Cyclone y la mayoría de los 16 Siniestros se rindieron.
Después de ser rescatados de la cárcel, Ciclón, Hombre Montaña Marko, Shriek, y Canguro instigaron una pelea de bar contra el grupo de Boomerang. Después de casi sacar a Escarabajo, Ciclón fue atacado por Speed Demon, quien tomó a Ciclón tan lejos como el New Jersey Turnpike South.
Como parte de "All-New, All-Different Marvel", Ciclón causó estragos en Atlantic City con su huracán artificial. Se enfrentó a los Vengadores y es derrotado por Visión.
Durante la parte de "Apertura de Salvo" de la historia de Imperio Secreto, el Barón Helmut Zemo reclutó a Ciclón para unirse al Ejército del Mal.

## Poderes y habilidades
El Ciclón original era un hombre con inteligencia dotada, con una maestría en ingeniería mecánica.
Diseñó un traje para él que contenía mecanismos que le permitían acelerar volúmenes de aire hasta 300 millas por hora (480 km / h) en un radio de 100 pies (30 m) de su cuerpo en forma de torbellinos de fuerza de tornado. Sobre él mismo. Pudo usar estos torbellinos para volar y los pudo usar ofensivamente contra los oponentes. Su disfraz se pasó luego al segundo Ciclón y luego se recrea el tercer Ciclón.

## En otros medios

### Película
Un miembro de los Elementales que se modela después de que Ciclón aparezca en Spider-Man: Lejos de casa (2019). Identificado como el Elemental de Aire, se decía que tenía poder sobre el viento y las tormentas. Antes de los eventos de la película, Mysterio afirma haberla derrotado, pero Peter Parker descubre que todos los Elementales eran en realidad drones equipados con tecnología holográfica que Mysterio y sus compañeros ex empleados de Industrias Stark usaron para adquirir la tecnología de Tony Stark y hacer pasar a Mysterio, como superhéroe.